# Cagli

Veduta di Cagli dal campanile del duomo, in primo piano, la chiesa di S. Francesco

Cagli (in antico Cale; Caj in dialetto gallo-piceno) è un comune italiano di 7 959 abitanti della provincia di Pesaro e Urbino nelle Marche.

## Geografia fisica
L'ubicazione attuale della città è su un altopiano stretto dai fiumi Bosso e Burano confluenti al Metauro.
Il comune risulta delimitato verso sud dai monti Catria, Petrano e Nerone e più a nord dal monte Paganuccio che, con il Pietralata, forma le scoscese pareti di calcare massiccio del Passo del Furlo. Dista 51 km da Fano in direzione di Roma.
Dal punto di vista geologico, il territorio è stato studiato sin dall'Ottocento, in particolare da don Mariano Mariotti (1812-1876). Qui è stato rinvenuto l'ammonite Cagliceras (etimologicamente, Corno di Cagli), un fossile appartenente ai cefalopodi, proveniente dalle rocce calcaree di origine marina affioranti sui monti del circondario e risalenti al Giurassico inferiore, circa 175 milioni di anni fa.

## Origini del nome
Il toponimo Cagli deriva dall'antico nome latino di Cale, attraverso le forme tardolatine Callis e Callium. L'abitato altomedievale sorgeva però sul Colle della Banderuola a sud-ovest della città moderna.
Nel commentare i versi dell'Eneide di Virgilio, Servio Onorato spiegava "Cales civitates est Campaniae, nam in Flaminia est, quae Cale dicitur", e aggiungeva che nella provincia di Galizia un'altra città portava il nome di Cale.
All'atto della traslazione e rifondazione della città nel sito moderno (9 febbraio 1289), per volontà di papa Niccolò IV Cagli fu ridenominata Sant'Angelo Papale, ma nel corso dei secoli prevalse anche nei documenti ufficiali l'antico toponimo ormai modificato dall'evoluzione della lingua.

## Storia
La città risulta di antica fondazione, come attestato dal ritrovamento di numerosi reperti tra i quali i bronzetti etruschi e italici del IV secolo a.C. scoperti in un santuario pagano nei pressi della città, e tra i quali figura la nota Testa di Cagli (testa di giovane con diadema) conservata nel museo archeologico nazionale delle Marche in Ancona. In epoca tardo-antica, era menzionata sia nell'Itinerarium Gaditanum di epoca traianea sia nel cosiddetto Antonini Itinerarium che riporta gli elenchi delle città e delle stationes poste lungo le principali vie dell'impero romano. Era a 147 miglia da Roma. Più tardi, nel IV secolo, Cale (tale era l'antico nome della città) figura nell'Itinerarium Burdigalense o Hiersolymitanum destinato a pellegrini che da Bordeaux si dirigevano verso la Terra santa e in quell'itineraria picta che è la Tabula Peutingeriana. Sempre nel IV secolo Servio Onorato, commentando l'Eneide di Virgilio, chiariva il possibile equivoco affermando "Cales civitates est Campaniae [l'odierna Calvi], nam in Flaminia est, quae Cale dicitur" e precisava che nella Galizia un'altra città portava, evidentemente a seguito della dominazione romana, il nome della Cale posta lungo la Flaminia.
Nel VI secolo, sotto il dominio bizantino, Cagli costituiva uno dei capisaldi della Pentapoli annonaria (insieme a Gubbio, Urbino, Fossombrone, Osimo e Jesi).  Nell'atto di donazione del territorio delle due Pentapoli (la marittima e la annonaria o montana) e dell'Esarcato, redatto per il re dei franchi Pipino il Breve, nel 754, a favore di Santa Romana Chiesa, Cagli è indicata con l'appellativo di città.

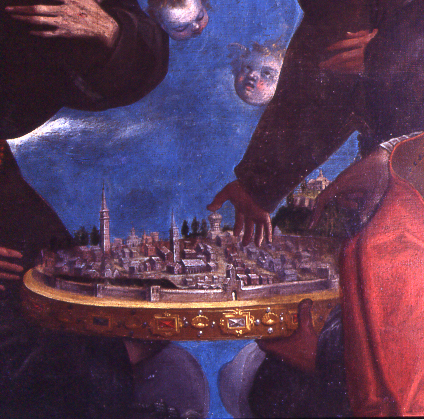
Raffigurazione della città del 1611 di Paolo Piazza.

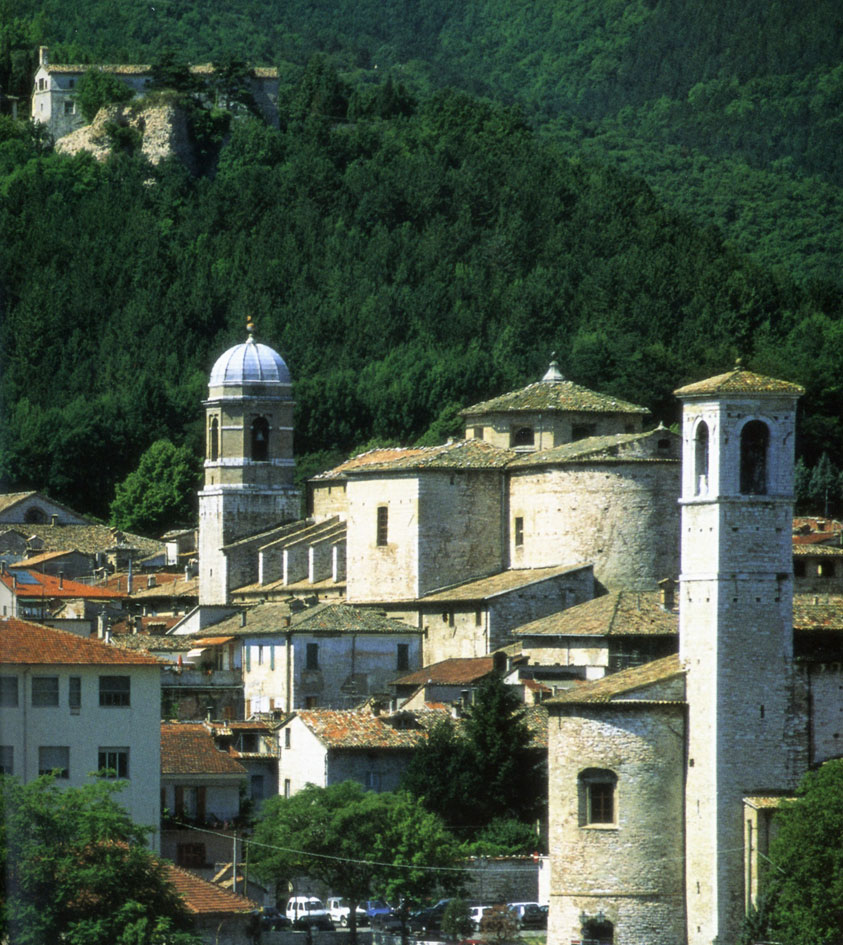
Panorama di Cagli

Costituito nel XII secolo, il libero comune di Cagli, tra i cui podestà figurano gli Orsini, i Colonna, i Baglioni, i Gabrielli, i Montefeltro e i Tarlati, aveva assoggettato oltre 52 castelli snidando la nobiltà rurale e fronteggiando gli abati, senza sottrarsi a una politica aggressiva che portarono le armi delle sue milizie fin dentro i chiostri delle potenti abbazie. La sua espansione seguì i confini della giurisdizione della diocesi di Cagli, che in Greciano (IV secolo) annovera il suo primo vescovo.
Alla fine del XIII secolo, la politica territoriale comunale, che peraltro dovette sempre confrontarsi con le mire espansionistiche del limitrofo Comune di Gubbio, spesso frenate grazie alle alleanze strette con Perugia, fu indebolita dalla cruenta lotta intestina fra la fazione guelfa, che godeva della protezione di papa Niccolò IV e dell'intermediazione del cardinale Berardo Berardi, e quella ghibellina, appoggiata da Trasmondo Brancaleoni del feudo di Roccaleonella. Nel 1287 i ghibellini appiccarono un incendio al Palazzo del Comune e la città fu parzialmente distrutta dal fuoco. Nello stesso anno, un consistente gruppo di cagliesi di parte guelfa, fuggiti da Cagli, avrebbe trovato rifugio e accoglienza a Sassoferrato fondando il borgo di quella comunità.
Nel 1289 l'abitato fu traslata dalle propaggini di monte Petrano e ricostruito nel sottostante pianoro, inglobando gli edifici religiosi e civili preesistenti che ne costituivano il borgo. Lo straordinario progetto urbanistico della rifondazioni, attribuito da Maddalena Scoccianti ad Arnolfo di Cambio, era basato su ampie vie organizzate secondo una maglia ortogonale. Ben presto la città tornò ad essere un centro florido: in un registro di pagamento delle tasse alla Chiesa del 1312, sottoposto a revisione a seguito del forte calo demografico dovuto a una carestia, Cagli era composta da 1 528 famiglie corrispondenti a una popolazione compresa tra i 6 328 e i 7 119 abitanti. I termini di raffronto sono ricavabili in Fumantes Marchiae secundum antiquum Registrum Camere Romane ecclesie, databile al 1340, dove Pesaro annotata 2 500 fuochi mentre Fano ne conta 4 500.
Poco dopo, nelle Constitutiones Aegidianae del 1357, Cagli figura tra le nove città magnae della Marca (insieme per l'odierna provincia di Pesaro, Fano e Fossombrone), che erano precedute nella classificazione da cinque città maiores, e seguite dalle ventidue mediocres, ventisei parvae, tredici minores e dai castra e terrae.

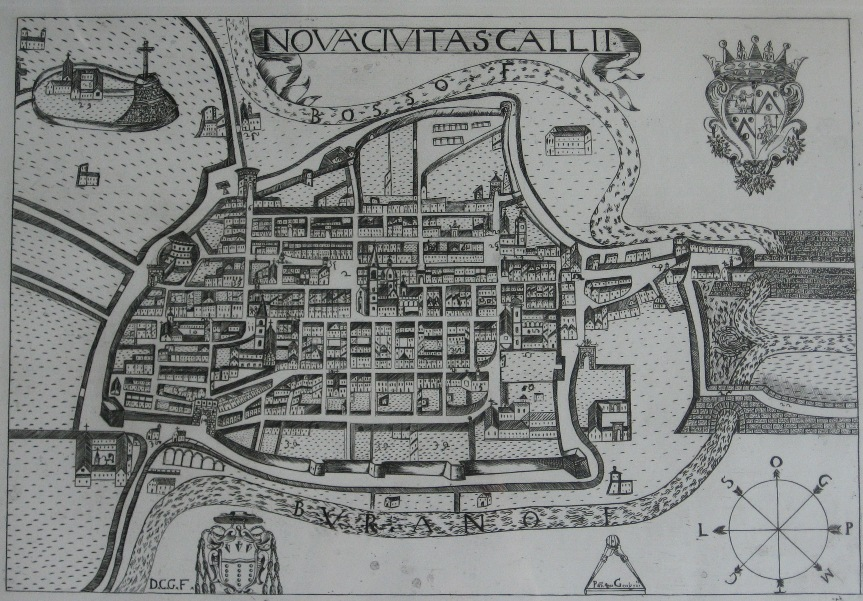
Mappa calcografica "Nova Civitas Calli" del 1670

Anche se l'originario assetto urbanistico dovette essere in parte ripensato e non fu sempre rispettato fedelmente, come rammenta il giurista Bartolo da Sassoferrato quando asserisce che talune strade interne furono ristrette per questioni di difesa, la città entrava nel Rinascimento, condividendo la felice stagione urbinate, con la razionale e anticipatrice geometria del suo impianto urbanistico. Ciò, secondo la tesi di Bresciani Alvarez e Filippini, non dovette passare inosservato agli occhi di quanti animavano culturalmente la magnifica Corte del duca Federico da Montefeltro. Lo spunto a tale ipotesi nasce dall'osservazione che la celebre Città ideale, attribuita a Luciano Laurana su disegno di Leon Battista Alberti (conservata nella Galleria Nazionale delle Marche), presenta sullo sfondo un elemento paesaggistico dal profilo talmente caratterizzato da non sembrare immaginario ma decisamente reale visto che combacia con l'altopiano di monte Petrano ai piedi del quale è ancor oggi Cagli con la sua piazza. A questo si aggiunge l'arretramento di parte degli edifici posti sul lato destro della tavola urbinate e che è realmente presente su di un lato della via che fiancheggia il lato destro del Palazzo Pubblico cagliese. Quest'ultima strada veniva, inoltre, a concludersi di fronte ai fabbricati che compongono il monastero di San Nicolò che sopravanzavano nella sede stradale lasciando uno stretto passaggio al posto dell'odierna ampia via del torrione allineata, solo nella seconda metà del Novecento, in larghezza a via Leopardi proveniente dalla piazza maggiore. Il grande edificio a pianta centrale che compare al centro del dipinto, secondo la tesi citata, avrebbe occupato il posto del Palazzo Pubblico che nel 1476 il Comune di Cagli (esattamente un secolo dopo il suo ingresso volontario su piede di uguaglianza insieme ad Urbino nel nascente stato dei Montefeltro) aveva donato a Federico da Montefeltro, il quale si fece carico, in quegli anni, di far eseguire profondi lavori di ristrutturazione a Francesco di Giorgio Martini, l'architetto senese che negli anni ottanta del Quattrocento è in Cagli impegnato per l'erezione della Rocca e del Torrione. Il dibattito su una Cagli destinataria o semplice ispiratrice di un superbo progetto, da leggersi secondo quanto già proposto da Zorzi nel 1976 come una città progettata, rimane ovviamente aperto e quelle che potrebbero apparire come delle coincidenze meritano, per la loro eccezionalità, successivi approfondimenti.
Esiste uno speciale rapporto tra Cagli i Montefeltro e la città di Urbino. Il 24 dicembre 1375 il conte Antonio da Montefeltro, con le armi della lega fiorentino-viscontea rientrava in Urbino e n'era "gridato" signore. Ma, scrive Gino Franceschini (Documenti e Regesti, Urbino, 1982, pp. IV-V), "non bastava essere 'gridato' signore, bisognava avere la capacità di divenirlo [...]. Nell'alleanza del febbraio 1376 le città di Urbino e di Cagli partecipavano al patto col Signore su piede di uguaglianza come compartecipi agli impegni ed agli oneri stipulati da lui, mentr'egli agiva a nome delle terre che gli ubbidivano quale 'dominus' e capo delle milizie". Era nato lo Stato di Urbino che registra una rilevante svolta politica a seguito del considerevole accrescimento territoriale generato dall'acquisizione di Gubbio avvenuta poco dopo: nel 1384.
Furono soprattutto le manifatture, consistenti in particolare nella lavorazione dei panni di lana e più tardi della seta e nella concia delle pelli, che sviluppatesi notevolmente sotto i duchi d'Urbino sostennero la forte crescita economica della città e conseguentemente costituirono la base per quello culturale, al quale presero parte anche grandi artisti attivi presso la Corte urbinate o uomini di governo a quella legati.
La devoluzione del ducato d'Urbino allo Stato Pontificio, del 1631, comporta per Cagli l'inserimento in uno Stato dove le Marche dovranno votarsi principalmente all'agricoltura cerealicola, strategia economica che essendo poco remunerante per le aree appenniniche avrebbe, infine, comportato, a partire dal Settecento, un arretramento economico sempre più consistente delle stesse.
Nel 1781 il territorio di Cagli fu colpito da un terremoto che causò la morte di 300 persone
L'Unità d'Italia, se da un lato accende gli animi anticlericali che vagheggiano un progresso a portata di mano trovando in loco validi spunti nella costruzione della ferrovia Fano-Fabriano-Roma (distrutta durante la seconda guerra mondiale e mai più ricostruita) e del teatro comunale, dall'altro apre il capitolo delle spoliazioni dei monasteri prima e delle confraternite dopo, i cui beni demaniali servirono per l'ammodernamento del Regno. La politica della monarchia sabauda, a differenza di quella pontificia precedente che aveva lasciato ampia autonomia ai comuni, avrebbe ben presto mostrato il volto del "piemontesismo" anche nelle Marche vanificando, con il compimento dell'unificazione amministrativa del 1865, i disegni di decentramento.
Durante la prima guerra mondiale morirono 270 soldati, nella seconda guerra  mondiale caddero 120 soldati e 26 partigiani perirono nella guerra di liberazione
Durante la seconda guerra mondiale, nel periodo dell'occupazione tedesca e della Repubblica Sociale Italiana, nel territorio del Comune di Cagli trovarono rifugio e protezione alcune famiglie di profughi ebrei, italiane e straniere. In quest'opera di solidarietà, che coinvolse molti abitanti del luogo, si distinsero in particolare la famiglia Alessandri, proprietaria di una pensione sul Monte Petrano, la famiglia Virgili nella frazione di Secchiano, e la madre superiora del Convento di san Nicolò, suor Nicolina Baldoni (con l'approvazione del vescovo mons. Raffaele Campelli). L'11 febbraio 1992, l'Istituto Yad Vashem di Gerusalemme ha conferito l'alta onorificenza dei Giusti tra le nazioni ai coniugi Virgilio e Daria Virgili e alle loro figlie Gianna e Mercedes e, il 29 febbraio 2004, a Spartaco Alessandri e sua madre Mimma Alessandri.. Qualche anno prima la stessa alta onorificenza era stata conferita al cittadino onorario card. Pietro Palazzini.
Il 22 agosto 1944 , durante la seconda guerra mondiale, il territorio di Cagli fu teatro di un eccidio di 38 uomini inermi da parte delle truppe Naziste
Nel 2022 il territorio fu colpito dall'alluvione che devastò le Marche

### Simboli

Stemma vigente del Comune di Cagli

Con decreto del capo del governo datato 20 febbraio 1935 lo Stato italiano ha riconosciuto per Cagli l'uso del suo antico stemma così descritto:
Lo stemma con il solo scaglione (nel decreto definito capriolo) d'argento su campo rosso è già ben documentato fin dai tempi dell'imperatore Federico II di Svevia. L'inserimento delle tre palle d'oro per tradizione avvenne in omaggio ai de Medici di Firenze nel tempo in cui ebbero il governo dello Stato d'Urbino sottratto ai Della Rovere per volontà del pontefice Leone X.
Sempre per tradizione il motto che attornia l'arma comunale è la diretta conseguenza della distruzione della città del 1287 e della sua rifondazione del 1289. Questo spiega, in effetti, il senso di tale motto che recita Callium fide et concordia sibi superstes.

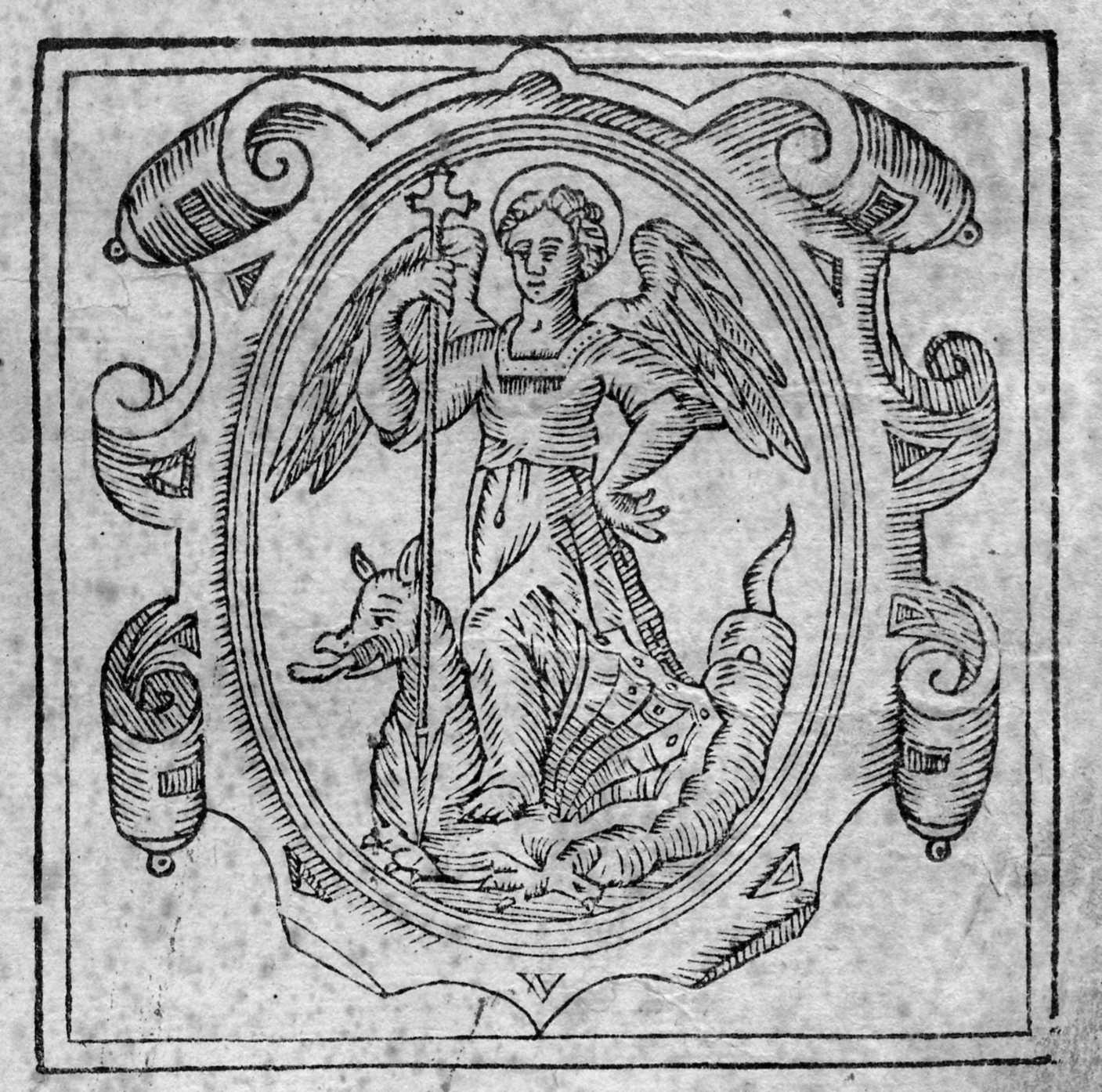
Stemma antico non più in uso del Comune, tratto dagli Statuti del 1589

Ma proprio a seguito della rifondazione avvenuta sotto l'alta protezione e guida di papa Niccolò IV, la città nuova fu ribattezzata col nome di Sant'Angelo Papale ed assunse nel suo stemma a figura intera san Michele arcangelo d'oro di norma con la bilancia (sulla mano sinistra) e la spada (sulla destra) in atto di calpestrae la figura del demone alato in verde, su fondo azzurro. Il Buroni riteneva che di questo stemma vi erano alcuni esemplari su monete del XVII secolo con la sigla "S.P.Q.C" ossia Senatus Populusque Callensis.
Nella lettura popolare le tre palle sono reinterpretate come i tre monti (Catria, Petrano e Nerone) che delimitano parte del territorio del comune di Cagli mentre lo scaglione diventa la confluenza dei fiumi Bosso e Burano che stringe il pianoro su cui la città è stata rifondata nel 1289.
Il gonfalone è un drappo partito di rosso e di giallo che sono i colori della città, nell'abbinamento che figura anche nelle bolle di papa Niccolò IV riguardanti la traslazione e rifondazione di Cagli.

## Monumenti e luoghi d'interesse

### Architetture religiose

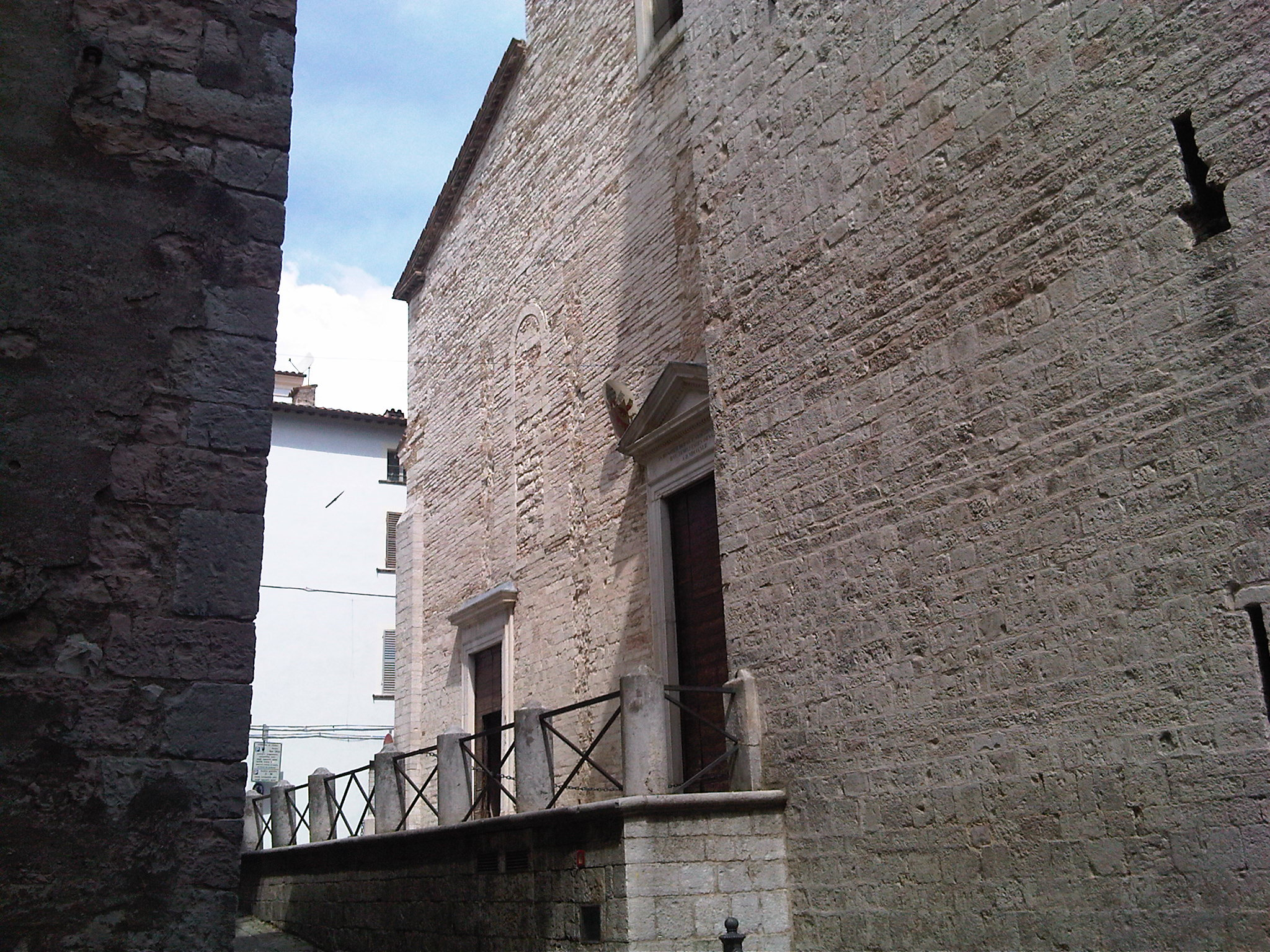
Basilica Cattedrale. Facciata e campanile

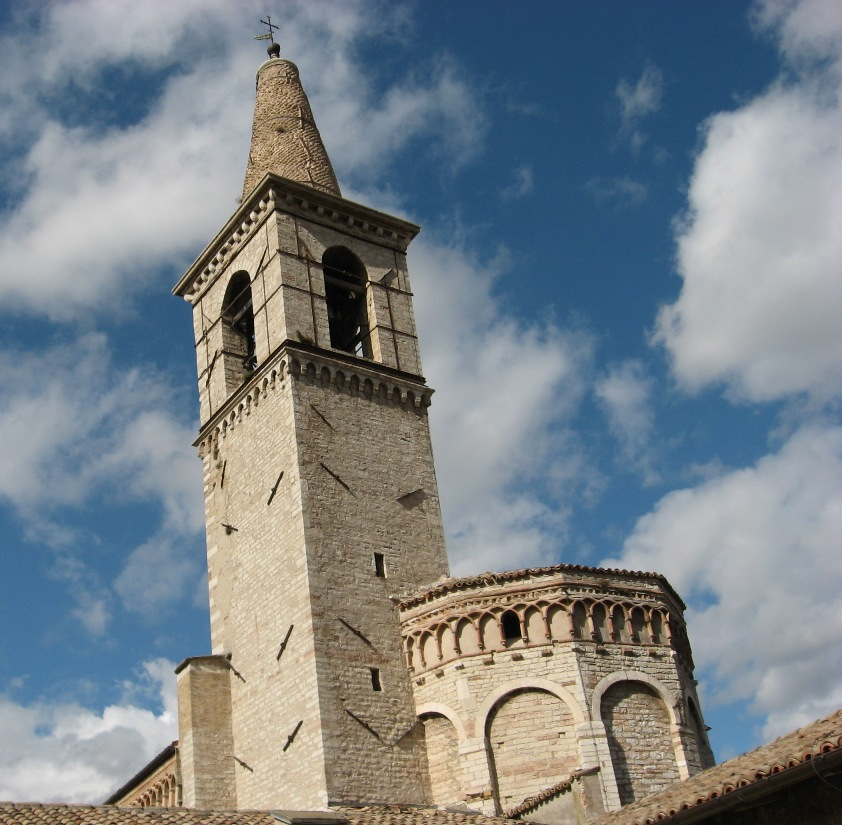
Chiesa di San Francesco

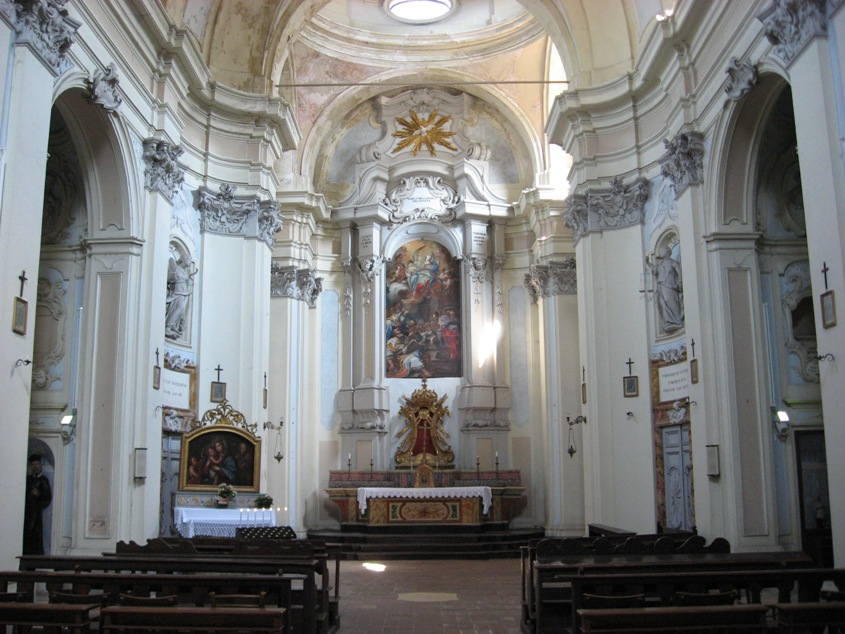
Chiesa di San Filippo

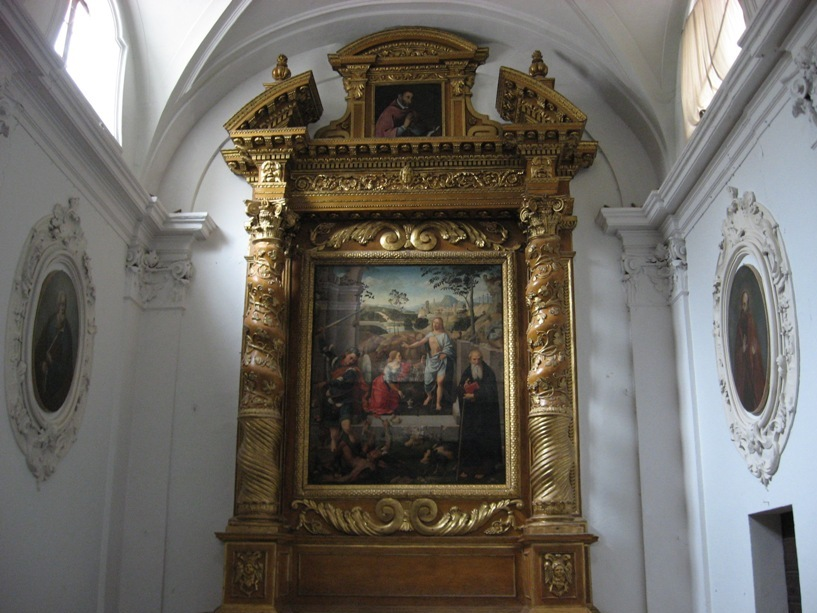
Chiesa di Sant'Angelo minore, l'Altar maggiore

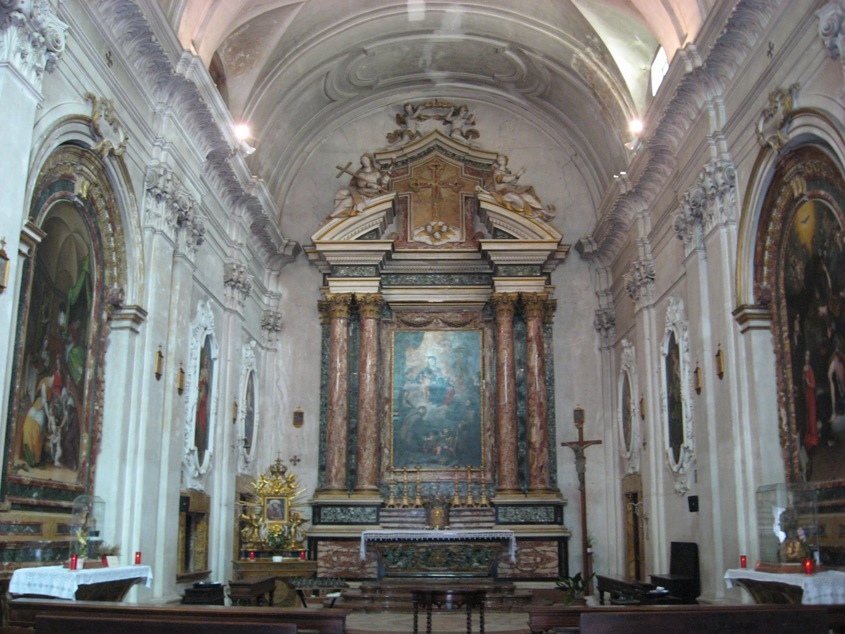
Chiesa di Santa Chiara

#### Architetture religiose urbane
- Basilica Concattedrale di Cagli
- Chiesa di San Bartolomeo
- Chiesa di San Domenico, con, all'interno, la Cappella Tiranni
- Chiesa di San Filippo
- Chiesa di San Francesco
- Chiesa di San Nicolò, e convento
- Chiesa di San Pier Damiani
- Chiesa di San Pietro, e monastero
- Chiesa di Sant'Andrea
- Chiesa di Santa Chiara
- Chiesa di Santa Croce
- Chiesa di Santa Maria della Misericordia
- Oratorio di San Geronzio a Campo ventoso
- Oratorio di San Giuseppe
- Oratorio di San'Angelo Minore
- Oratorio di Sant'Antonio da Padova
- Oratorio di Sant'Emidio

#### Architetture religioseextra muros
- Abbazia di San Pietro di Massa
- Abbazia di Santa Maria Nuova
- Chiesa di San Cristoforo di Montegherardo
- Chiesa di San Cristoforo in Isola
- Chiesa di San Geronzio del convento dei Cappuccini
- Chiesa di San Lorenzo di Roccaleonella
- Chiesa di San Martino di Castellonesto
- Chiesa di San Martino di Montepaganuccio
- Chiesa di San Michele Arcangelo di Cerreto
- Chiesa di San Michele Arcangelo di Paravento o Sortecchio
- Chiesa di San Severo di Smirra
- Chiesa di San Silvestro di Montescatto
- Chiesa di San Vitale di Castiglione dei Siccardi
- Chiesa di San'Angelo in Maiano
- Chiesa di Santa Barbara in Venzano
- Chiesa di Santa Maria ad Nives di Tarugo
- Chiesa di Santa Maria in Val d'Abisso
- Chiesa Sacro Cuore di Gesù di Pianello
- Chiesa San Donato dei Pecorari
- Chiesa San Giovanni decollato di Montevarco
- Chiesa San Giovanni in Offaga
- Chiesa San Lorenzo di Carda o della Colombaia
- Chiesa Santi Gervasio e Protasio di sanguineto
- Chiesa Santi Nicolò e Cristoforo di Secchiano
- Chiesa Santi Quirico e Giulietta di Pievarella
- Pieve dei Santi Simone e Giuda di Acinelli
- Pieve di San Bartolomeo di Drogo
- Pieve di San Fiorano di Pietrafitta
- Pieve di San Paterniano in Maltaro
- Pieve di Sant'Apollinare di Molleone
- Pieve di Santo Stefano di Acquaviva de Figarola
- Pieve Santi Vincenzo e Anastasio di Montepaganuccio
- Santuario di Santa Maria delle Stelle di Montemartello

### Architetture civili

#### Palazzi

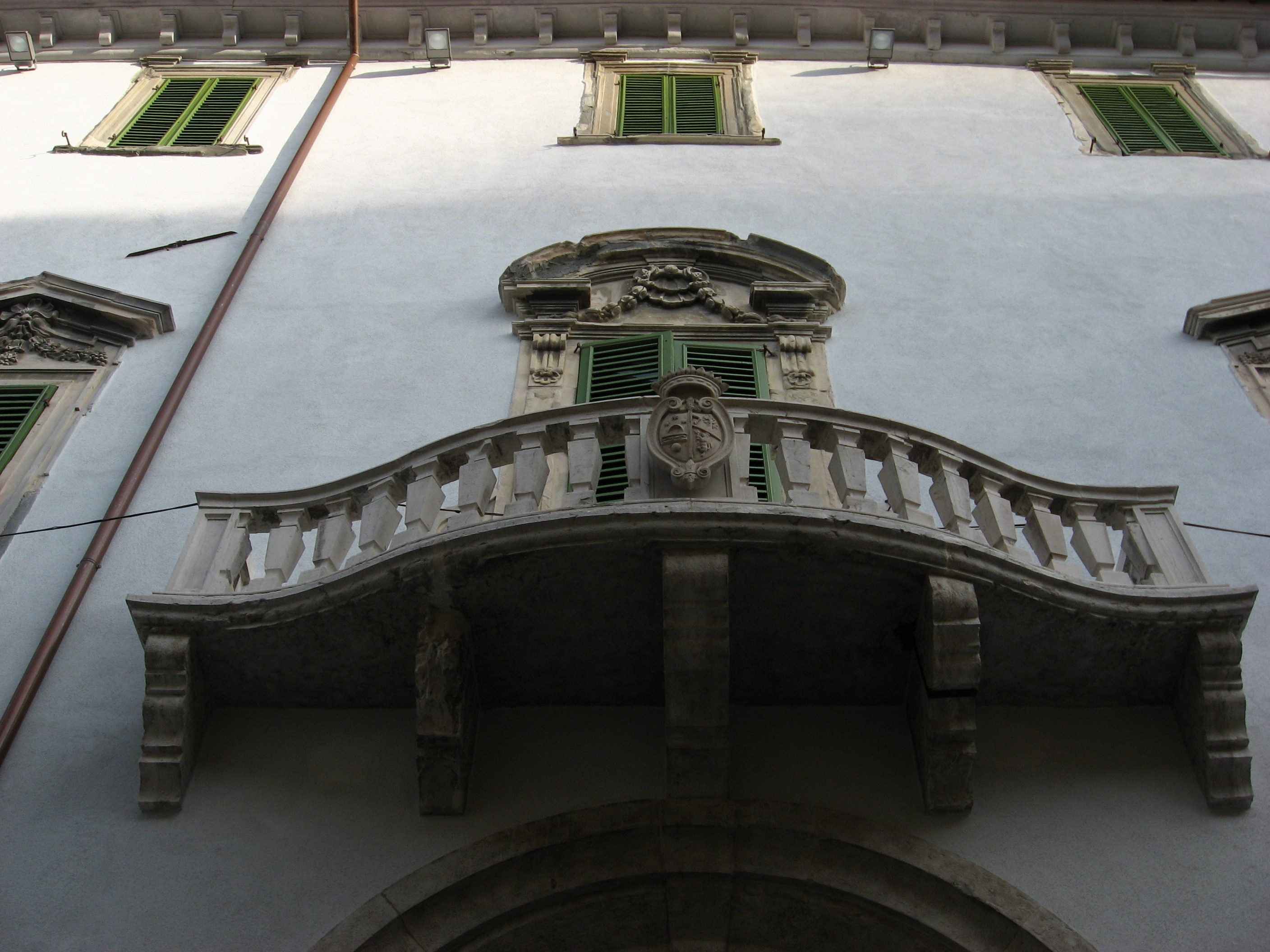
Palazzo Berardi Mochi-Zamperoli - Particolare della facciata principale

- Palazzo Berardi Mochi-Zamperoli. Nel secondo decennio del Seicento il monumentale edificio gentilizio era già indicato come il palazzo di Anton Francesco Berardi. I Berardi, discendenti degli Acquaviva, nel XIII secolo con il cardinal Berardo Berardi avevano svolto un ruolo determinante nella rifondazione della città. Papa Niccolò IV, il francescano Girolamo Masci d'Ascoli Piceno, in virtù dello stretto legame di amicizia con il cardinal Berardi prese a cuore la ricostruzione della nuova città semidistrutta dall'incendio appiccato dai ghibellini. Estinto il casato dei Berardi, il nuovo assetto proprietario è rilevabile anche dalla narrativa della controversia sulla sostituzione della rampa con i due gradini dell'ingresso del Palazzo su piazza San Francesco a causa delle nuove quote. Infatti, nella delibera consiliare comunale del 18 giugno 1827 è fatto riferimento a “la Ratta [rampa] che esisteva avanti il Portone del palazzo una volta Berardi ora de' Nobili Signori Fratelli Agostini Zamperoli”. Successivamente la figlia di Luciano Agostini Zamperoli, di nome Amelia, il 24 settembre 1849 contrae matrimonio col nobile Liborio di Sante Mochi. Da quest'ultima unione coniugale discendono i Mochi Zamperoli i quali nel 1997 hanno ceduto l'intero edificio alla Provincia di Pesaro e Urbino. Si tratta di uno dei più vasti e preziosi palazzi gentilizi di Cagli eretto su preesistenze medioevali dal ramo più facoltoso dei Berardi. Il livello culturale ed economico dei membri del casato committente spiega la monumentalità di tale fabbricato che costituisce a tutti gli effetti il maggiore e più compiuto esempio di architettura civile seicentesca nella città di Cagli. La parte medievale di notevoli proporzioni inglobata nell'attuale fabbricato era ben visibile sul fronte di via Lapis. Di Anton Francesco Berardi, committente del Palazzo, nel 1639 il Bricchi scriveva che "con la peritia di belle lettere, e di quasi tutte l'Arti liberali, istitutore, e conservatore d'una nobile e dotta Accademia, quale d'ogni mese tiensi nel suo adorno Palagio di sua architettura fatto". Ma il Palazzo dovette positivamente risentire anche del fatto che nel Settecento fu abitato dall'architetto Anton Francesco junior al quale vanno ricondotte nel Settecento numerose e importanti fabbriche spesso in collaborazione col Murena che opera a stretto contatto con il Vanvitelli. Nella prima metà dell'Ottocento, sotto gli Agostini-Zamperoli, furono realizzati ulteriori lavori diretti da Michelangelo Boni, allievo del Valadier, e dei quali da nota il Maestrini quando assegna proprio al Boni "Ristauri interni ed esterni del Palazzo Agostini Zamperoli". L'ampio fronte principale del palazzo è articolato dalla presenza di un grande portale in pietra corniola sormontato da un balcone, che colpisce per le sue dimensioni. Le finestre della facciata principale sono riccamente ornate con grandi mascheroni e ghirlande. Tutte le sale del piano nobile hanno volte in buona parte a padiglione. La più interessante è quella lunettata con stucchi ed affreschi secenteschi da tema muliebre nei quali è riscontrabile un'eco baroccesca. I numerosi affreschi, in particolare quelli seicenteschi tanto del piano nobile quanto del pianterreno (mai studiati nel corso del Novecento per l'impossibilità di accedere al Palazzo), i portali, i camini marmorei e la felice architettura dell'intero complesso fanno di tale edificio uno straordinario fabbricato monumentale. Il Palazzo, il cui restauro è pressoché concluso, sarà sede del Polo Bibliotecario e Archivistico della città di Cagli.

- Palazzo Felici. I Felici, che discendono dai Bandini originari di Lucca, si erano stanziati a Piobbico con Corrado intorno al 1330. A fare tale affermazione è il celebre medico e naturalista Costanzo Felici, che chiudeva i suoi giorni a Pesaro il 15 febbraio 1585 senza lasciare alcuna discendenza maschile in quel castello. Delle figlie sposate, nate dal matrimonio con Virginia Brancorsi di Rimini, Emilia si era unita al medico Fabrizio Simoncelli di Cagli. Nonostante le varie unioni matrimoniali che vi erano state fin dal XV secolo tra i Felici e nobili cagliesi, il primo ramo che prende residenza stabile in Cagli è tuttavia quello di Fabrizio II Felici. Di tale famiglia, composta di giuristi e uomini d'arme di spicco, se ne ha una descrizione da un atto comunale cagliese del 6 giugno 1640, con il quale si attesta "che le famiglie de Signori Felici e Berardi di questa Città sono antichissime, e nobilissime per le quali qualità hanno sempre goduti tutti gli honori, et essercitate quelle cariche solite à darsi à maggiori, in riguardo delle loro nascite". Il palazzo, stando alla Mappa della Città di Cagli del 1858, era passato in proprietà ai Romiti dai Felici Giunchi. Solo in seguito parte di tale edificio divenne proprietà dei Balloni. L'altra parte del palazzo venne acquisita dal nobiluomo Lorenzo Mochi figlio di Onesto di Sante, con atto notarile del 1926. L'edificio gentilizio si presenta imponente con un ampio giardino posizionato nella parte retrostante. Nel timpano di uno dei più elaborati portali della città è lo stemma dei Felici. Nel grande salone galleria sono in particolare due grandi stemmi che testimoniano l'unione matrimoniale di un Felici con una nobildonna discendente dei Berardi e dei Giunchi di Urbino e dei Marcelli. Nel piano di rappresentanza del palazzo le sale che si susseguono sono sormontate da ampie volte a padiglione decorate.

- Palazzo pubblico. Piazza Matteotti, l'antica piazza Maggiore, risulta dominata dalla severa mole medioevale del Palazzo pubblico da sempre sede della magistratura cittadina. L'edificio, al quale fu accorpato il palazzo del Podestà, fu donato nel 1476 dal comune di Cagli al duca Federico da Montefeltro il quale ebbe a commissionare, a Francesco di Giorgio Martini i lavori di trasformazione che, mai completati, gli conferirono l'aspetto attuale. Di questo periodo è lo spostamento al livello di calpestio dell'antico ingresso fortemente rialzato, l'abbattimento della merlatura e l'erezione di un'ampia loggia della quale restano solo i peducci nonché la partizione interna degli spazi del pianterreno. Il fronte principale è dominato dal campo dell'orologio datato 1575, opera dei lapicidi cagliese Scipione e Giambattista Finale. A lato dell'odierno disadorno ingresso sono delle unità di misura (canna, braccio e piede) alle quali si affianca il tronco scavato di colonna all'interno del vestibolo, datato 1548. Nella lunetta della parete di fondo è l'affresco, databile 1536, della Madonna col Bambino, San Michele Arcangelo e San Geronzio attribuito al pittore cagliese Giovanni Dionigi. Verso l'esterno, il passaggio ricavato al di sotto dell'affresco, è impreziosito da un prezioso portale quattrocentesco con, a bassorilievo, i simboli federiciani. Da qui si accede al cortile, al centro del quale è la scultura contemporanea Ordine cosmico di Eliseo Mattiacci, che consente, tramite lo scalone incompiuto, di salire alle carceri oppure di accedere al Museo Archeologico e della Flaminia sistemato negli spazi del duecentesco palazzo del Podestà. Al centro di Piazza Matteotti è la fontana eseguita nel 1736 da Giovanni Fabbri su disegno del cagliese Anton Francesco Berardi collaboratore di quel Carlo Murena, che subentrò al Vanvitelli nelle fabbriche della città dorica.

- Palazzo Preziosi Brancaleoni. Il palazzo fu commissionato dal giureconsulto Luca Preziosi che oltre ad operare nell'università degli studi di Siena e Padova è nel 1471 in Firenze a servizio della Repubblica. Amico di San Bernardino, fu ritratto con il Santo in un affresco andato perduto. Sul finire del Settecento il palazzo era di proprietà dei Loreti dei quali Giuseppe sposava nel 1810 Virginia sorella di Pio IX, il quale nel viaggio per partecipare al conclave, che lo avrebbe elevato al trono di Pietro, ebbe a soggiornare in Cagli. Congedandosi dal cognato che formulava espressioni augurali, il cardinale Mastai Ferretti, scettico rispondeva, “di questo legno si fanno i fusi”. La facciata del palazzo richiama il bugnato rustico del piano terreno del palazzo dello Strozzino a Firenze che Palla Strozzi fa realizzare negli anni 1425-34 su disegno di Michelozzo. Il bozzato è qui realizzato a filari di pietra bianca alternati a quelli rosati. La facciata che è corsa da due marcapiani è stranamente priva del coronamento che doveva essere un robusto cornicione. Stando alla descrizione seicentesca del Bricchi il fronte principale recava due sedili il che spiegherebbe la mancanza di un'elaborata fascia di raccordo tra il piano di calpestio e il bozzato.

- Palazzo Tiranni-Castracane. Il fronte principale del cinquecentesco Palazzo Tiranni - Castracane è rimarcato da un robusto cornicione a cassettoni e da un portale rusticato nel cui timpano è lo stemma della Santa Casa di Loreto che lo ricevette quale lascito ereditario nel 1590. Fu la Santa Casa, che assolto fino al 1631 l'onere di tenere il palazzo aperto ai duchi d'Urbino, lo cedette nel 1642 ai Felici ai quali, nel 1646, subentrarono i Castracane. Al primo piano, oltrepassato il grande portale lapideo con stucchi del Brandani e stemma lapideo posteriore dei Castracane, si accede nel salone d'onore con monumentale camino per la cui alzata in stucco, datata 1571, Federico Brandani raffigurò, entro il grande riquadro centrale, la Fucina di Vulcano. Alla felice mano del Brandani si deve nel 1555 l'elaborato ornato in stucco di una delle volte del piano nobile con scene tratte dal repertorio antiquariale, come nel caso dei lunghi bassorilievi con Trionfi di Condottieri. Vi sono anche cammei d'intonazione classicheggiante che rappresentano le quattro stagioni, scene mitologiche e complesse allegorie come nell'ovale centrale ove compare la Vittoria alata. Nei due portali Brandani pone le lettere "F E V" che alludono al committente poiché attengono a Felice Tiranni episcopo urbinate. Del Brandani è pure l'alzata del camino della stanza accanto, privato della caminiera marmorea. Il palazzo è destinato a sede del Museo Civico e del Museo della Diocesi di Cagli.
- Palazzo Luzi Rigi Ruperti[19]
- Palazzo Druda [20], è un edificio del 1500  con all'interno  un Bed and Breakfast[21]
- Palazzo Boni, è un edificio del 1800[22]

### Architetture militari

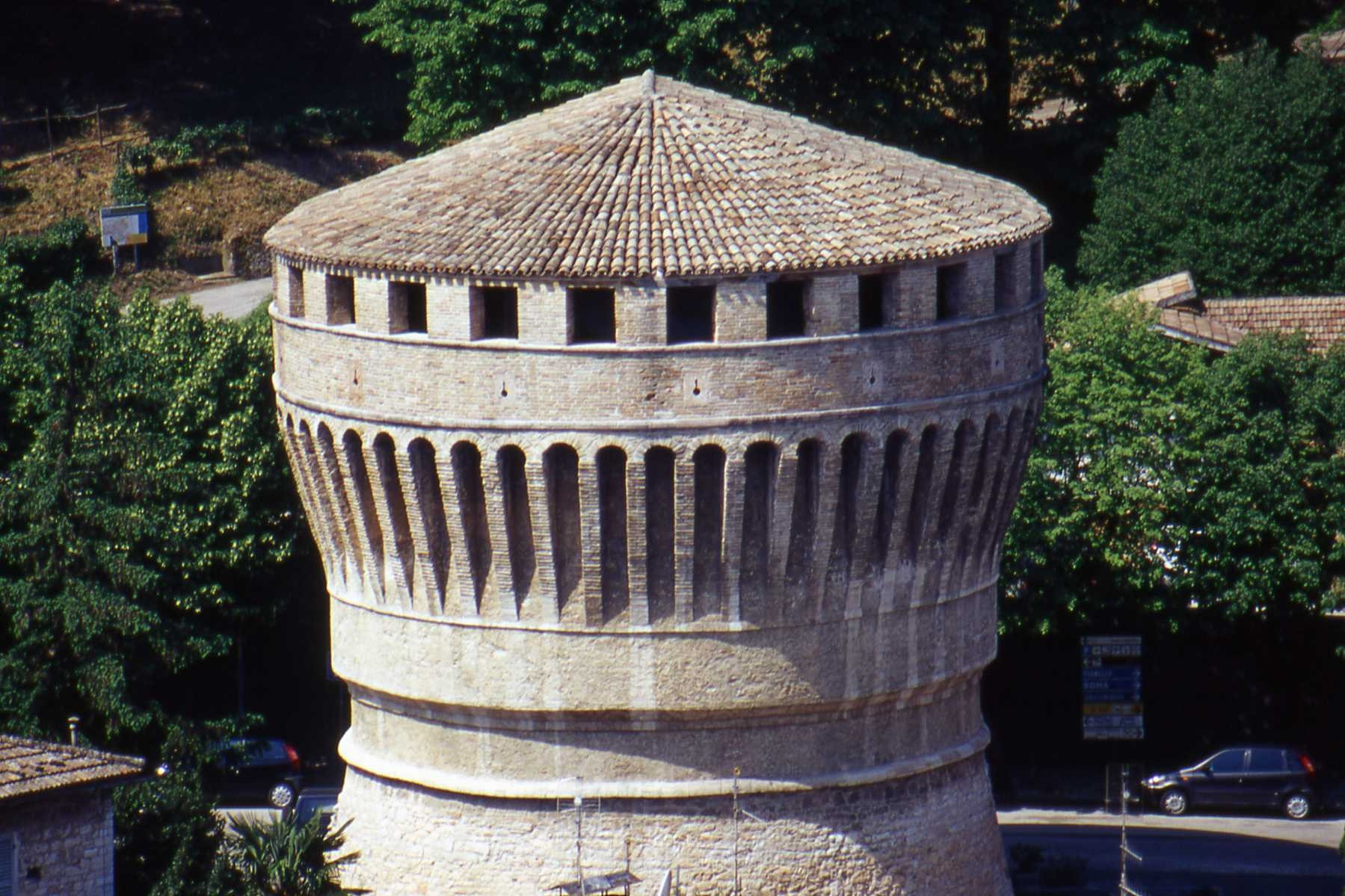
Torrione

- Castello di Naro sito frazione di Abbadia di Naro, angolo remoto del comune di Cagli. Recentemente ristrutturato e riportato agli antichi splendori dopo secoli di abbandono.
- Rocca Torrione. Opera autografa del senese Francesco di Giorgio Martini il Torrione, che si stava costruendo nel 1481 insieme con la Rocca romboidale, appartiene al fecondo periodo di transizione, ossia quello nel quale si sperimentavano nuove soluzioni di architettura militare per fronteggiare l'impiego sempre più frequente delle armi da fuoco. Il Torrione si salvò dallo smantellamento della Rocca operato nel 1502, prima della seconda invasione del Ducato di Urbino da parte del Valentino. Ancor oggi è collegato con il suggestivo "soccorso coverto" (lungo camminamento segreto sotterraneo) ai ruderi della Rocca sui quali sorge, dal 1568, il convento dei Padri Cappuccini. Dal Torrione si intravedono la duecentesca porta urbica turrita detta porta Massara, e il vasto monastero di clausura delle domenicane con la chiesa di San Nicolò, profondamente modificata nella prima metà del Settecento e ricca di opere di Gaetano Lapis.
- Memoriale ai caduti delle Guerre Mondiali[23][24]

### Siti archeologici

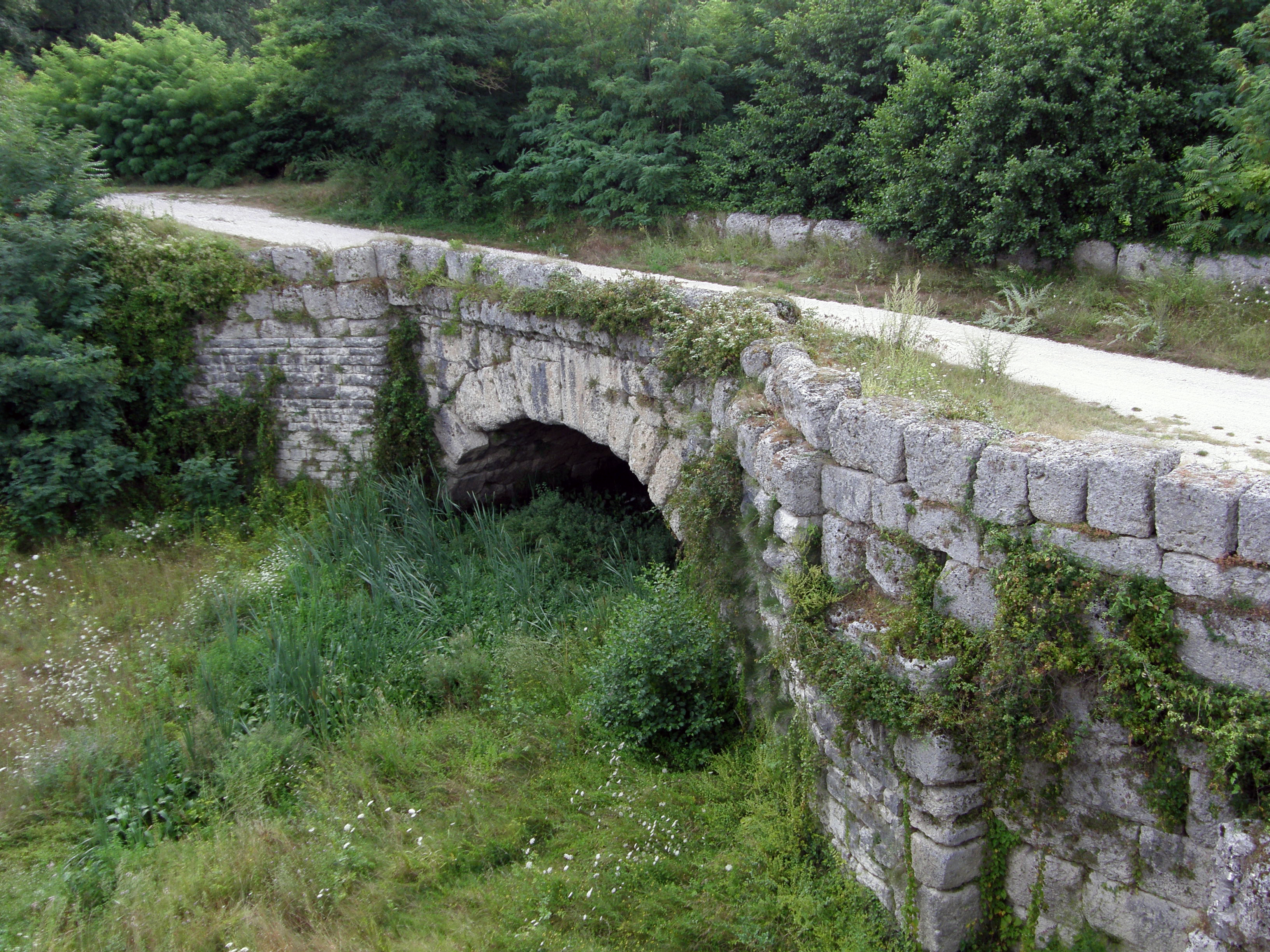
Ponte Mallio

- Ponte Mallio. Il nome a questo ponte deriva da un'iscrizione ove era citato il personaggio M. Allius. Il manufatto, costruito originariamente in epoca repubblicana, si presenta come una delle opere romane più imponenti di quelle esistenti lungo il tracciato della consolare Flaminia. Il grande fornice centrale (11,66 m) è composto da 21 cunei e sormontato da un cordolo aggettante. Risulta in parte ancora interrato come l'altro più piccolo posto dopo la serie dei possenti contrafforti. Tecnicamente il ponte è stato costruito mediante la sovrapposizione a secco di grandi blocchi (superiori anche al metro cubo) in “breccione”, localmente noto come pietra “grigna”, di cui un'antica cava si trova lungo la Flaminia, poco dopo la località Foci. La parte in conci di pietra corniola, disposti a filari regolari, risale ad un successivo intervento di restauro che si ipotizza sia avvenuto all'inizio dell'epoca imperiale. Il ponte, uno dei più importanti di quelli che si trovano sulla via consolare Flaminia, fu costruito vicino Cagli durante il periodo repubblicano e, sebbene in parte interrato, è quasi completamente intatto, nonostante i secoli e il terremoto del 3 giugno del 1781 che distrusse gran parte della città di Cagli.

## Società

### Evoluzione demografica
Abitanti censiti

### Etnie e minoranze straniere
Secondo i dati ISTAT al 1º gennaio 2023 la popolazione straniera residente era di 538 persone e rappresentava il 6,8% della popolazione residente. Le comunità straniere più numerose sono:
1. Romania, 98 (18,22%)
2. Marocco, 96 (17,84%)
3. Albania, 73 (13,57%)
4. Cina, 70 (13,01%)
5. Moldavia, 39 (7,25%)
6. Ucraina, 31 (5,76%)
7. Germania, 16 (2,97%)

### Religione
La religione cristiano cattolica è maggioritaria tra la popolazione del Comune, ma negli ultimi decenni sono aumentate le altre minoranze, come quelle islamica e cristiano ortodossa.
In merito alla chiesa cattolica, la città fu sede vescovile a partire dal secolo VIII. Verso il 1819 fu unita aeque principaliter con la diocesi di Pergola. Poi dal 1977 la diocesi di Cagli-Pergola fu unita in persona episcopi con le diocesi di Fano e Fossombrone; che dal 1986 si costituì in una diocesi unica.

### Tradizioni e folclore
- Il Palio storico - Giuoco dell'Oca, è una manifestazione d'ispirazione storica e carattere goliardico che si tiene ogni seconda domenica di agosto dedicata al patrono del comune.
- Festa della Pipa, è una manifestazione organizzata dal Pipa Club Italia che vede all'interno del paese una fiera dedicata al mondo della pipa con esposizione diretta da parte dei produttori nonché di commercianti. Vengono organizzate conferenze e mostre dedicate all'arte della fabbricazione delle pipe. Si tiene in un weekend solitamente a tarda primavera/inizio estate. Durante il resto dell'anno sono organizzati altri eventi dedicati ai fumatori di pipa. [28]

### Istituzioni, enti e associazioni
L'edificio dell'Ospedale "Angelo Celli" è occupato in parte dall'Ospedale di Comunità dell'A.S.T. (Azienda Sanitaria Territoriale) Pesaro - Urbino e in parte è stato dato in concessione al Gruppo Santo Stefano, che vi ha insediato un centro specializzato per la riabilitazione.

## Cultura

### Biblioteche e archivi
- Polo Culturale . comprende la Biblioteca, gli Archivi, la Mediateca e la Fototeca[29]
- Nelle sale Palazzo Berardi Mochi-Zamperoli, dal 2009 è attivo il CESCO, "Centro di Documentazione del Disegno e Maquette della Scultura Contemporanea".[30]

### Musei
- Museo archeologico e della Flaminia, è situato all'interno del Palazzo Comunale[31][32] in cui sono esposti i materiali rinvenuti in varie località della zona di Cagli e databili dalla protostoria all'età romana; una sezione a parte è relativa alla storia delle collezioni di antichità a Cagli (tra le quali è la “Collezione Amatori” costituita da quaranta vasi etruschi e magno-greci). All'interno è custodito anche  un frammento di affresco con la testa di San Sebastiano attribuito a Giovanni Santi proveniente tradizionalmente dalla Chiesa di San Domenico.[33]
- All'interno del Torrione Martiniano del 1481 è attivo il Centro per la Scultura Contemporanea "Torre martiniana", inserito nella più vasta rete dello SPAC (Sistema Provinciale Arte in Rete).
- Museo della pipa[34]
- Museo diocesano[35]

### Teatri

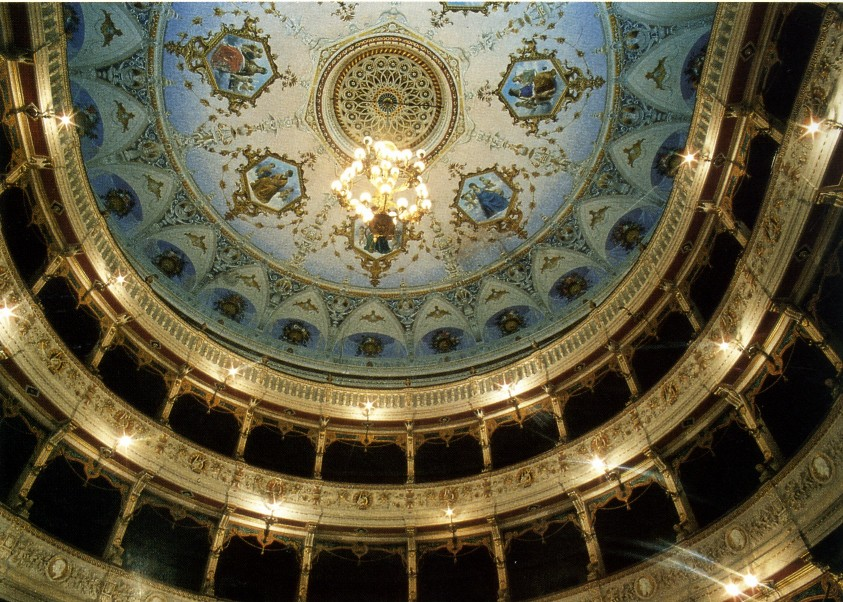
Teatro Comunale

- Teatro comunale, fu edificato tra il 1871 e il 1876[36], costruito nel 1871 su progetto di Giovanni Santini da Perugia (cui si devono anche il Teatro Civico di Orvieto e quello di Narni) parzialmente modificato dal perugino attivo a Bologna Coriolano Monti.

### Cinema e Televisione
Film girati a Cagli
- Rossini! Rossini! (1991), varie scene all'interno del Teatro comunale.
- Tutti per uno (1999), miniserie televisiva.
- La banda Grossi - Una storia vera quasi dimenticata[37][38] (2018).

## Infrastrutture e trasporti
Il comune era servito dalla stazione di Cagli, posta lungo la linea ferroviaria Urbino–Fabriano, dismessa nel 1944 a causa dei bombardamenti della Seconda guerra mondiale.

## Amministrazione
| Periodo          | Periodo          | Primo cittadino         | Partito                                                           | Carica                  | Note   |
| ---------------- | ---------------- | ----------------------- | ----------------------------------------------------------------- | ----------------------- | ------ |
| 6 aprile 1946    | 26 giugno 1949   | Giuseppe Pieretti       | Partito Comunista Italiano                                        | Sindaco                 |        |
| 20 giugno 1949   | 19 novembre 1949 | Domenico di Cuonzo      |                                                                   | Commissario prefettizio |        |
| 4 dicembre 1949  | 27 maggio 1951   | Otello Cini             | Partito Comunista Italiano                                        | Sindaco                 |        |
| 10 giugno 1951   | 6 novembre 1960  | Luigi Arduini           | Partito Comunista Italiano                                        | Sindaco                 |        |
| 18 dicembre 1960 | 3 agosto 1968    | Lorenzo Paganucci       | Democrazia Cristiana                                              | Sindaco                 |        |
| 3 agosto 1968    | 7 giugno 1970    | Augusto Marzani         | Democrazia Cristiana                                              | Sindaco                 |        |
| 20 luglio 1970   | 8 maggio 1971    | Francesco Lupatelli     | Partito Comunista Italiano                                        | Sindaco                 |        |
| 15 maggio 1971   | 27 luglio 1982   | Mario Calagreti         | Partito Comunista Italiano                                        | Sindaco                 |        |
| 3 settembre 1982 | 30 dicembre 1983 | Maurizio Mancinelli     | Partito Comunista Italiano                                        | Sindaco                 |        |
| 5 marzo 1984     | 11 maggio 1988   | Gabriele Marchetti      | Partito Socialista Italiano                                       | Sindaco                 |        |
| 23 maggio 1988   | 13 luglio 1990   | Vincenzo Mei            | Democrazia Cristiana                                              | Sindaco                 | [ 39 ] |
| 13 luglio 1990   | 8 gennaio 1991   | Alessandro Biscaccianti | Partito Socialista Italiano                                       | Sindaco                 | [ 39 ] |
| 9 gennaio 1991   | 19 agosto 1993   | Luigi Minardi           | Partito Comunista Italiano poi Partito Democratico della Sinistra | Sindaco                 | [ 39 ] |
| 19 agosto 1993   | 23 aprile 1995   | Stefano Cordella        | Partito Democratico della Sinistra                                | Sindaco                 | [ 39 ] |
| 24 aprile 1995   | 13 giugno 1999   | Stefano Cordella        | Partito Democratico della Sinistra poi Democratici di Sinistra    | Sindaco                 | [ 39 ] |
| 14 giugno 1999   | 12 giugno 2004   | Domenico Papi           | Democratici di Sinistra                                           | Sindaco                 | [ 39 ] |
| 13 giugno 2004   | 7 giugno 2009    | Domenico Papi           | Democratici di Sinistra poi Partito Democratico                   | Sindaco                 | [ 39 ] |
| 8 giugno 2009    | 25 maggio 2014   | Patrizio Catena         | Partito Democratico                                               | Sindaco                 | [ 39 ] |
| 26 maggio 2014   | 26 maggio 2019   | Alberto Alessandri      | Insieme per cambiare (Centro-destra)                              | Sindaco                 | [ 39 ] |
| 27 maggio 2019   | 10 giugno 2024   | Alberto Alessandri      | Cagli futura (Centro-destra)                                      | Sindaco                 | [ 40 ] |
| 10 giugno 2024   | in carica        | Alberto Alessandri      | Cagli futura (Centro-destra)                                      | Sindaco                 | [ 39 ] |

### Gemellaggi
- Spokane, Washington, dal 2017.
- Longquan, dal 2024[41].

## Sport
La squadra di calcio cittadina è la Cagliese, fondata nel 1922 e che nei primi anni del XXI secolo ha militato in Serie D. Per la stagione 2023-2024 la squadra, che adotta colori sociali giallo e rosso, milita in Terza Categoria.
e due squadre di calcio a 5:
- Pol. C.S.A. Atletic Cagli Calcio A5 (Serie C1)
- Smirra City, squadra della frazione Smirra (Serie D).

C'è poi la Polisportiva Cagli Sport Associati (Pallacanestro, pallavolo, calcio A5, calcio giovanile).

## Curiosità
Il 16 novembre 2018 è stato dedicato a Cagli un cratere di 28 km di diametro sul pianeta Marte.